# Sornik szponiasty
Sornik szponiasty (Feroculus feroculus) – gatunek ssaka z rodziny ryjówkowatych (Soricidae), jedyny przedstawiciel rodzaju Feroculus. Znany z około 10 osobników.

## Systematyka
Takson po raz pierwszy opisany przez E. F. Kelaarta w 1850 roku pod nazwą Sorex feroculus. Jako miejsce typowe autor wskazał Nuwara Elija w Sri Lance. Jedyny przedstawiciel rodzaju Feroculus utworzonego przez E. F. Kelaarta w 1852 roku. 

## Występowanie
Występuje na Sri Lance i w południowych Indiach (Eravikulam National Park w Kerala oraz w Tamil Nadu). Zamieszkuje górskie lasy na wysokości 2200–2400 m n.p.m. Przebywa głównie na bagnach i mokradłach.

## Charakterystyka ogólna
Ssak o długości ciała 106–118 mm, ogona 56–73 mm i wadze 35 g. Miękkie futro na grzbiecie i bokach koloru czarnopłowego, spód ciała nieco jaśniejszy. Ogon jest ciemny z wyjątkiem kilku jasnych włosów na końcu. Głowa o długim pysku i dużych uszach. Przednie nogi są dłuższe od tylnych. Na palcach przednich łap długie pazury. Uzębienie podobne do uzębienia gatunku Solisorex pearsoni. 
Tryb życia, biologia rozrodu i wychowanie młodych są słabo poznane.

## Zagrożenie i ochrona
W Czerwonej księdze gatunków zagrożonych Międzynarodowej Unii Ochrony Przyrody i Jej Zasobów został zaliczony do kategorii zagrożony EN. Zagrożeniem jest ingerencja człowieka w naturalne środowisko tego ssaka.